# A Batalha da Ponte Mílvia (Giulio Romano)
A Batalha da Ponte Mílvia é um afresco em uma das salas que agora são conhecidas como Salas de Rafael (Stanze di Raffaello), no Palácio Apostólico do Vaticano, situada na Sala de Constantino, representando a Batalha da Ponte Mílvia, realizada por Giulio Romano.

## Temática
A Batalha da Ponte Mílvia (28 de outubro de 312 d.C.) foi uma grande batalha em uma guerra civil romana entre Constantino I e Maxêncio. Após o colapso da Segunda Tetrarquia do Império Romano, Constantino e Maxêncio afirmaram reivindicações concorrentes ao trono imperial. Com o jugo de Maxêncio, Constantino invadiu a Península Itálica. Uma campanha relâmpago viu Maxêncio morto em batalha na Ponte Mílvia, nos arredores de Roma. A vitória de Constantino confirmou seu papel como governante do Império do Ocidente. De acordo com fontes antigas, Constantino se converteu ao cristianismo pouco antes da batalha, o que provavelmente afetou sua decisão de acabar com a perseguição cristã e estabelecer o cristianismo como a religião mais favorecida dentro do Império Romano.

## Descrição
A Batalha da Ponte Mílvia, localizada na Sala de Constantino, é de Giulio Romano e outros assistentes do artista renascentista italiano Rafael, que morreu em 1520. Foi provavelmente pintado de acordo com o desenho de Rafael entre 1520 e 1524.
O tema da pintura é a Batalha da Ponte Mílvia, como o título acentua, quando Constantino I derrotou Maxêncio. A cena convulsiva da batalha é inspirada nos relevos dos sarcófagos romanos e outros monumentos, com o imperador sendo modelado no friso de Trajano no Arco de Constantino, por exemplo.
No centro, Constantino caminha triunfante sobre um cavalo branco, moendo seus inimigos sob seus cascos. As tropas inimigas aparecem à sua frente, mas se curvam ao seu avanço imparável. À direita vê-se a Ponte Mílvia, cheia de soldados; no rio, os barcos do exército de Maxêncio são atingidos e virados por arqueiros, enquanto outros soldados caem lá devido ao impulso da luta; entre estes, no canto inferior esquerdo, há também Maxêncio a cavalo, reconhecível pela coroa em sua cabeça, que agora está inevitavelmente destinado à derrota. Acima, três aparições angélicas confirmam o resultado divino da batalha. Ao fundo, no canto superior esquerdo, um edifício provavelmente representa a Villa Madama, então em construção de acordo com os planos de Sanzio.
Diz a lenda que Constantino teve um sonho onde uma cruz apareceu nos céus; uma voz lhe disse que ele venceria a batalha de Ponte Milvio se ele usasse a cruz como seu estandarte. A cruz tornou-se seu estandarte e ele venceu a batalha, e atribuiu sua vitória ao deus do cristianismo.